# 2e brigade d'infanterie de la Garde (Empire allemand)
Pour les articles homonymes, voir 2e brigade.
Le 2e brigade d'infanterie de la Garde est une unité d'infanterie de l'armée prussienne. Elle est incorporée dans le corps de la Garde de la 1re division de la Garde.

## Composition

### Organisation de 1852 à 1859
La brigade est divisée en :
- 2e régiment à pied de la Garde
- 2e régiment de Landwehr de la Garde
- Régiment d'infanterie de réserve de la Garde

### Organisation de 1860 à 1872
- 2e régiment à pied de la Garde
- Régiment de fusiliers de la Garde
- 4e régiment à pied de la Garde
- 2e régiment de Landwehr de la Garde

### Organisation de 1873 à 1914
- 2e régiment à pied de la Garde
- Régiment de fusiliers de la Garde
- 4e régiment à pied de la Garde
- 2e régiment de Landwehr de la Garde
- 4e régiment de Landwehr de la Garde
- 4e régiment de fusiliers de Landwehr de la Garde

### Organisation en 1914
- 2e régiment à pied de la Garde
- 4e régiment à pied de la Garde

#### Composition le 5 juillet 1917
- 3e régiment à pied de la Garde
- 3e régiment de grenadiers de la Garde
- 20e régiment d'infanterie

## Histoire
La brigade est reconstituée le 29 avril 1852. L'ancienne 2e brigade d'infanterie de la Garde a été rebaptisée 3e brigade d'infanterie de la Garde.

### Commandants
| Grade               | Nom                                      | Date                                |
| ------------------- | ---------------------------------------- | ----------------------------------- |
| Generalmajor        | Eduard von Schlichting                   | 4 mai 1852 au 24 avril 1854         |
| Generalmajor        | Eduard von Brauchitsch (de)              | 25 avril 1854 au 11 juin 1855       |
| Generalmajor        | Ferdinand von Kleist                     | 12 juin 1855 au 2 juin 1858         |
| Oberst/Generalmajor | Otto von der Mülbe (de)                  | 3 juin 1858 au 12 mai 1861          |
| Generalmajor        | Hermann von Walther und Croneck (de)     | 13 mai 1861 au 13 janvier 1862      |
| Generalmajor        | Friedrich von Clausewitz                 | 14 janvier 1862 au 16 octobre 1864  |
| Generalmajor        | Constantin von Alvensleben               | 17 octobre 1864 au 29 octobre 1866  |
| Generalmajor        | Alexander von Pape                       | 30 octobre 1866 au 17 juillet 1870  |
| Generalmajor        | Alexander von Medem                      | 18 juillet 1870 au 16 juin 1871     |
| Generalmajor        | Ernst von Krosigk (de)                   | 17 juin 1871 au 11 décembre 1874    |
| Generalmajor        | Oktavio von Boehn                        | 12 décembre 1874 au 10 mars 1876    |
| Generalmajor        | Oskar von Meerscheidt-Hüllessem          | 11 mars 1876 au 5 avril 1880        |
| Generalmajor        | Leo von Caprivi                          | 6 avril 1880 au 14 mai 1883         |
| Generalmajor        | Otto von Derenthall                      | 15 mai 1883 au 23 novembre 1885     |
| Generalmajor        | Hans Karl Georg von Kaltenborn-Stachau   | 24 novembre 1885 au 26 janvier 1888 |
| Generalmajor        | Guillaume de Prusse                      | 27 janvier au 18 juin 1888          |
| Generalmajor        | Maximilian Vogel von Falckenstein        | 19 juin 1888 au 21 mars 1889        |
| Generalmajor        | Hermann von Wilczeck                     | 22 mars 1889 au 17 avril 1893       |
| Generalmajor        | Adolf von Keller                         | 18 avril 1893 au 13 mai 1864        |
| Generalmajor        | Alkmar II d'Alvensleben (de)             | 14 mai 1864 au 26 janvier 1897      |
| Generalmajor        | Georg von Sausin de Montanières          | 27 janvier 1897 au 15 novembre 1899 |
| Generalmajor        | Dietrich von Hülsen-Haeseler             | 16 novembre 1899 au 8 avril 1901    |
| Generalmajor        | Reinhard von Scheffer-Boyadel            | 9 avril 1901 au 17 mai 1903         |
| Generalmajor        | Hermann von Strantz                      | 18 mai 1903 au 15 octobre 1906      |
| Generalmajor        | Gustav von Berg                          | 16 octobre 1906 au 26 octobre 1908  |
| Generalmajor        | Ferdinand von Quast                      | 27 octobre 1908 au 12 octobre 1910  |
| Generalmajor        | Otto von Stein zu Nord- und Ostheim (de) | 13 octobre 1910 au 19 mars 1911     |
| Generalmajor        | Walther von Lüttwitz                     | 20 mars 1911 au 31 septembre 1912   |
| Generalmajor        | Roderich von Schoeler                    | 1er octobre 1912 au 3 juillet 1913  |
| Generalmajor        | Hans Schach von Wittenau                 | 4 juillet 1913 au 6 septembre 1914  |
| Oberst              | Engelbert von dem Busch                  | 7 septembre au 9 septembre 1914     |
| Generalmajor        | Bernhard Finck von Finckenstein          | 10 septembre 1914 au 2 juin 1917    |
| Generalmajor        | Georg Johow (de)                         | 3 juin 1917 au 2 juillet 1918       |
| Generalmajor        | Ernst von Radowitz (de)                  | 3 juillet 1918 au 6 décembre 1918   |
| Generalmajor        | Bernhard Finck von Finckenstein          | 7 décembre 1918 au 9 février 1919   |
| Oberst              | Wilhelm Reinhard                         | 10 février au 6 juin 1919           |